# Formación Densus Ciula
La Formación Densus Ciula es una formación geológica en Rumania que corresponde al período Cretácico Superior.
Los restos de dinosaurios se encuentran entre los fósiles que se han recuperado de la formación.

## Paleofauna de vertebrados
Un dromeosáurido indeterminado y un posible trodóntido indeterminado se han identificado en Judetul Hunedoara, Rumania. Un terópodo no identificado también está presente.
| Dinosaurios de la Formación Densus Ciula | Dinosaurios de la Formación Densus Ciula | Dinosaurios de la Formación Densus Ciula                | Dinosaurios de la Formación Densus Ciula | Dinosaurios de la Formación Densus Ciula |
| ---------------------------------------- | ---------------------------------------- | ------------------------------------------------------- | ---------------------------------------- | ---------------------------------------- |
| Género                                   | Especies                                 | Presencia                                               | Notas                                    | Imágenes                                 |
| Magyarosaurus                            | M. dacus                                 | Geográficamente presente en Judetul Huneadora, Rumania. |                                          |                                          |
| Zalmoxes                                 | Z. robustus                              | Geográficamente presente en Judetul Huneadora, Rumania. |                                          |                                          |
| Zalmoxes                                 | Z. shqiperoroum                          | Geográficamente presente en Judetul Huneadora, Rumania. |                                          |                                          |

| Pterosaurios de la Formación Densus Ciula | Pterosaurios de la Formación Densus Ciula | Pterosaurios de la Formación Densus Ciula | Pterosaurios de la Formación Densus Ciula | Pterosaurios de la Formación Densus Ciula |
| ----------------------------------------- | ----------------------------------------- | ----------------------------------------- | ----------------------------------------- | ----------------------------------------- |
| Género                                    | Especies                                  | Presencia                                 | Notas                                     | Imágenes                                  |
| Hatzegopteryx                             | H. thambema                               |                                           |                                           |                                           |